# Vellugtende pibeved
Vellugtende pibeved (Philadelphus coronarius), eller som den også hedder: uægte jasmin, er en stor, løvfældende busk med en vækstform, der er stivgrenet og opret. Vellugtende pibeved er en gammel, velkendt prydbusk med snehvide, duftende blomster. Grenene har hvid marv.

## Beskrivelse
Barken er først strågul og glat. Senere bliver den lysebrun og lidt furet. Gamle grene får en bark, som skaller af i strimler. Knopperne er modsatte, men i øvrigt så små, at de sidder skjult i bladarret indtil sidst på foråret. Bladene er ægformede med få, grove tænder langs randen. Over- og underside er omtrent ensartet friskt grønne. 
Blomsterne ses i juni-juli, og de sidder i korte klaser fra bladhjørnerne. De er hvide med gule støvdragere. Duften er sød og kraftig. Frugterne er krukkeformede, tørre kapsler. Kun i enkelte år dannes der modent frø her i landet.
Rodnettet er kraftigt, og hovedrødderne er fordelt både langt ned og vidt ud. De fine siderødder ligger lige under jordoverfladen. 
Højde x bredde og årlig tilvækst: 4 x 3 m (30 x 30 cm/år).

## Hjemsted
Denne art hører hjemme sammen med humlebøg og duneg. De danner varme og tørre skove i Sydøsteuropa og Lilleasien, hvor busken danner underskov og skovbryn. Naturlige naboer er bl.a. alpeviol, buksbom, bøg, jordbærtræ, mannaask, påskeklokke, rød kornel og stilkeg.
| Portal | Portal:Botanik |